# Portugal nos Jogos Olímpicos de Verão de 1960
Portugal competiu nos Jogos Olímpicos de Verão de 1960, em Roma, na Itália.
Em vela, os irmãos José Manuel Quina e Mário Quina obtiveram uma medalha de prata na classe Star.